# Caesars
I Caesars sono un gruppo musicale svedese di genere alternative rock, fondato nel 1995.
Originariamente la band era conosciuta col nome di Caesars Palace, mentre nel resto della Scandinavia la band è chiamata Twelve Caesars. Il loro maggior successo, l'unico tra l'altro ad aver avuto un riscontro internazionale, è Jerk It Out, apparso come colonna sonora di numerosi videogiochi, tra i quali FIFA Football 2004 e SSX 3, e inserito anche nel loro ultimo lavoro, Paper Tigers. In Svezia sono disco d'oro e hanno vinto gli Swedish Grammy Award.

## Storia
La band nasce a Borlänge in Svezia nel 1995.

## Formazione attuale
- Joakim Åhlund
- Cèsar Vidal
- David Lindquist
- Nino Keller

## Discografia
- 1998 – Youth Is Wasted on the Young
- 2000 – Cherry Kicks
- 2002 – Love for the Streets
- 2003 – 39 Minutes of Bliss (In an Otherwise Meaningless World)
- 2005 – Paper Tigers
- 2008 – Strawberry Weed